# NGC 4376
NGC 4376 ist eine irreguläre Zwerggalaxie mit ausgedehnten Sternentstehungsgebieten vom Hubble-Typ Im im Sternbild Jungfrau nördlich der Ekliptik. Sie ist schätzungsweise 47 Mio. Lichtjahre von der Milchstraße entfernt und hat einen Durchmesser von etwa 15.000 Lj. Die Galaxie wird unter der Katalognummer VVC 787 als Teil des Virgo-Galaxienhaufens gelistet.

Im selben Himmelsareal befinden sich u. a. die Galaxien NGC 4423, NGC 4326, NGC 4333, NGC 4339.
Das Objekt wurde am 2. Februar 1786 von dem deutsch-britischen Astronomen Wilhelm Herschel am entdeckt.